# Leucocoprinus birnbaumii
Leucocoprinus birnbaumii es una especie de seta de la familia Agaricaceae. Es común en los trópicos y los subtrópicos, pero en climas templados frecuentemente se presenta en invernaderos y en los contenedores de plantas. Sus basidiocarpos (cuerpos fructíferos) son venenosos, por lo tanto  no son comestibles.

## Especies similares
Leucocoprinus straminellus se le parece pero es más pálido y a veces completamente blanquecino. También aparece en los contenedores de plantas en los climas templados. Leucocoprinus sulphurellus es una seta de color amarillo que se presenta en el Caribe.

## Hábitat y distribución
Como todas las especies del género Leucocoprinus, L. birnbaumii y es una saprotrofita, que vive en materia vegetal muy descompuesta ( humus o compost ).

## Toxicidad y química
Los cuerpos fructíferos de Leucocoprinus birnbaumii son venenosos si se comen y causan problemas significativos en el estómago.
El pigmento amarillo de los cuerpos fructíferos provienen de alcaloides que se llama "birnbauminas".